# 후지정 (사가현)
후지정(일본어: 富士町)은 일본 사가현 사가군에 설치되었던 정이다. 후지의 유래는 후지촌으로 합병할 때 '영봉 후지산처럼 고귀하게 뻗어나가기를 바라며' 명명되었다. 2005년 10월 1일 사가시, 야마토정·모로도미정·미쓰세촌과 신설합병해 새로운 사가시가 되었다.

## 지리
사가현 북부에 위치한다. 북쪽으로는 세후리 산지가 이어져 있고 남서쪽으로는 텐산이 우뚝 솟아 있으며, 마을은 산지 속에 자리 잡고 있다

## 역사
- 1956년 9월 30일 - 3촌이 합병해 사가군 후지촌이 성립하였다.
- 1966년 10월 1일 - 정으로 승격해 후지정이 되었다.
- 2005년 10월 1일 - 사가시, 야마토정·모로도미정·미쓰세촌과 신설합병해 새로운 사가시가 되었다.

## 교통

### 도로
- 국도 323호선